# Struthanthus interruptus
Struthanthus interruptus är en tvåhjärtbladig växtart som först beskrevs av Carl Sigismund Kunth, och fick sitt nu gällande namn av Carl Ludwig von Blume. Struthanthus interruptus ingår i släktet Struthanthus och familjen Loranthaceae. Inga underarter finns listade i Catalogue of Life.